# زوران نیگوش
زوران نیگوش (صربی: Zoran Njeguš؛ زادهٔ ۲۵ ژوئن ۱۹۷۳) بازیکن سابق و مربی فوتبال اهل صربستان است.
از باشگاه‌هایی که در آن بازی کرده‌است می‌توان به باشگاه فوتبال ستاره سرخ بلگراد، باشگاه فوتبال سویا، و باشگاه فوتبال اتلتیکو مادرید اشاره کرد.
وی همچنین در تیم ملی فوتبال صربستان و مونته‌نگرو بازی کرده‌است.